# Elon Musk (libro)
Elon Musk es una biografía autorizada del magnate empresarial sudafricano y director ejecutivo de SpaceX y Tesla, Elon Musk. El libro fue escrito por Walter Isaacson, un exejecutivo de CNN, Time y el Aspen Institute que anteriormente había escrito las biografías más vendidas de Benjamin Franklin, Albert Einstein, Steve Jobs y Leonardo da Vinci. El libro fue publicado el 12 de septiembre de 2023 por Simon & Schuster.

## Antecedentes
Elon Musk anunció por primera vez que Isaacson estaba en proceso de escribir su biografía en agosto de 2021. Reveló que Isaacson lo había seguido «durante varios días hasta ahora».
Isaacson siguió a Musk durante los dos años siguientes, visitando sus fábricas de SpaceX y Tesla y asistiendo a reuniones de la junta directiva. El libro es el resultado de horas de entrevistas con Musk y su familia, amigos, colegas y adversarios.
Isaacson escribe que Musk es «adicto al drama». Estuvo presente cuando Musk decidió comprar Twitter y dirigir su nueva empresa de inteligencia artificial; Musk también compartió mensajes del ministro ucraniano Mijailo Fédorov, y algunos se incluyeron en el libro. Isaacson dijo más tarde en una entrevista que «Elon es muy voluble, pero nunca me dijo que no pusiera nada en el libro».

## Contenido
Entre las revelaciones del libro se incluye un relato de que Musk ordenó a Starlink desactivar el acceso a los drones ucranianos en 2022, durante la invasión rusa de Ucrania, frustrando un ataque a buques de guerra rusos en Crimea. Sin embargo, Musk negó la acusación y dijo que los satélites de la región no estaban encendidos y que decidió no activarlos.

## Recepción
Antes de su publicación, el libro encabezó la lista de libros más vendidos de Amazon.
La crítica de The New York Times, Jennifer Szalai, escribió: «Isaacson [...] es un cronista paciente de la obsesión; en el caso de Musk, en ocasiones puede parecer demasiado paciente».
Brian Merchant, de Los Angeles Times, criticó el formato de la «biografía del "gran hombre"» de Isaacson como extremadamente anticuado y discrepó de su persistente encuadre de Musk como un «cambiador de mundos de mal humor pero brillante», y escribió: «El autor desenterrará anécdotas personales poco halagadoras y compartirá historias sobre la capacidad del sujeto para ser cruel. A cambio, la grandeza del sujeto será tratada como una suposición».
Gary Shteyngart, del The Guardian, calificó el libro como «un tope para puertas aburrido y sin ideas» y criticó al autor al escribir: «Tuve poca consideración por el juicio de Isaacson. El escéptico de las vacunas Joe Rogan es un "conocedor". El humor de Musk (quitó la "w" del letrero de Twitter en San Francisco porque así leía tit ("teta") y eso es inherentemente divertido) tiene "muchos niveles". Linda Yaccarino, la casi cómicamente torpe directora ejecutiva de X, anteriormente Twitter, es "perversamente inteligente"».
Constance Grady de Vox también criticó el libro. Mientras escribía que el libro es «estrictamente un libro de reportajes» y que «los informes [de Isaacson] son rigurosos y tenaces», el crítico señaló que el libro «plantea todas las preguntas equivocadas».
Jill Lepore de The New Yorker escribe que «la nueva biografía muestra a un hombre que ejerce más poder que casi cualquier otra persona en el planeta, pero que parece alejado de la humanidad misma». La crítica observa el final del libro y lo encuentra «algo desconcertante de leer»:
«A veces los grandes innovadores son niños adultos que buscan riesgos y se resisten a aprender a ir al baño», concluye Isaacson en las últimas líneas de su vida de Musk. «Pueden ser imprudentes, vergonzosos y, a veces, incluso tóxicos. También pueden estar locos. Lo suficientemente locos como para pensar que pueden cambiar el mundo».
La crítica de The Verge, Elizabeth Lopatto, criticó el libro y a Isaacson, escribiendo que sobre el tema de la falta de fuentes para las acusaciones de cierre de Starlink, que se podrían haber realizado más entrevistas pero que «Isaacson decidió no hacerlo» y «se dio la vuelta». en las redes sociales cuando Musk impugnó, al tiempo que afirmó que Isaacson no profundizó más y omitió detalles para «mantener intacto el mito de Musk».

## Adaptación cinematográfica
El 10 de noviembre de 2023, se anunció que A24 había comprado los derechos cinematográficos de una adaptación que dirigirá Darren Aronofsky.